# ESCP経営大学院
ESCP経営大学院（ESCP Business School、旧称: École Supérieure de Commerce de Paris＜パリ高等商業学校＞）は、フランスの高等商業学校（ビジネススクール）。1819年パリに設立された世界で最も古い歴史を持つビジネススクール。
近年の改革により、今ではロンドン、ベルリン、マドリッドそしてトリノのEU（欧州連合）中心国にもキャンパスを設置し、EAPとも合併し改名した。
ESCP の教育課程は、AACSB、欧州品質改善システム （EQUIS）, AMBAの３アクレディテーション機関より認証されている。　
フィナンシャル・タイムズの教育機関評価（経営部門）で2010年に世界1位にランキングされるなど、経済学・経営学の学術・技能機関として世界的に非常に高い評価を受けている。尚、Executive MBAでは世界で21位にランクインしている。

## 歴史
1819年、経済学者ジャン＝バティスト・セイとビジネスマンのヴィタル・ルーは他の経済学者達と共に、ラザール・カルノとギャスパール・モンジュが設立したエコール・ポリテクニックを模範に世界で初の高等商業専門学校を設立した。しかし、当初は規模も小さく、国の援助を一切受けていなかった。校舎はマレ地区のシュリー館　(hôtel de sully) にあった。
19世紀の間に学校は少しずつ拡大し、世間に認められてきた。1859年にパリ市内のレピュブリック大通り（現在のパリ11区 79 Avenue de la République）に引越し、現在もそこを拠点とし、さらに現在、モンパルナスのアルマン・モワザン通り（パリ15区 3 Rue Armand Moisant）にも校舎がある。
20世紀には経営学が発展し、それと同時にESCPはグランゼコールの中でも特に注目を浴びるようになった。そのため、20世紀中ごろには、エリート校の一つとなり、他のグランゼコール同様に、入学を希望する学生は高校卒業後、入学選抜試験を受けるための予備大学（プレパとも呼ばれている）で2－3年の厳しい勉強を余儀なくされるようになった。
また、ESCPは設立以来国際的な学校である。1824年には、118人の学生の内、留学生が30％近くを占めた。（そのうちスペイン人7人、キューバ人2、ブラジル人5人、オランダ人5人、ドイツ人4人、ギリシャ人2人、ポルトガル人2人、アメリカ人2人、チリ人2人、イタリア人1人、スウェーデン人1人、ロシア人1人、ハイチ人1人とサヴォワ人1人であった。 ）　外国語学習は設立以来積極的に取り入れられ、フランス語文法のほかに英語、ドイツ語、スペイン語のコースもあった。1873年、ESCP卒業生協会（Alumni Association）が設立され、1921年には第一次世界大戦後の混乱の為、計画よりも遅れて、ソルボンヌ大学の大講堂で百周年を祝った。
1973年にESCPはイギリス（元オックスフォード、2005年以来ロンドン）とドイツ（元デュッセルドルフ、1984年以来ベルリン）にキャンパスを開いた。続いて1988年にスペイン（マドリッド）と2004年にイタリア（トリノ）に新しくキャンパスを開いた。イギリスの現キャンパスは元ニュー・カレッジ（ロンドン大学とURC神学大学の合同学校）の建物内にある。
2011年ESCPはフランス国立行政学院（ENA）, フランス国立工芸院（CNAM）, ソルボンヌ大学と一緒に人文科学の研究及び、より高度な教育を目指す目的で新しい教育機関であるHESAMを設立した。

## 著名な卒業生
この学校の卒業生の中には経営や政治の世界で活躍している著名人も多数いる。
- ジャン＝ピエール・ラファラン - 元フランス首相
- パトリック・トマ - エルメス代表取締役
- ミシェル・バルニエ - 国際関係戦略研究所理事長、複数の内閣で大臣職を歴任
- アントワーヌ・リブー - ダノン創設者
- ティエリー・ストック - ペルノ・リカールCEO
- ザビエル・ガラムボワ - アマゾンフランスCEO
- ローラン・エリック -  ユーロスポーツCEO